# Ушишир (вулкан)
Ушиши́р — действующий вулкан на острове Янкича (острова Ушишир) Большой Курильской гряды.
Кальдера диаметром 1,6 км и максимальной высотой 388 м, сформированная около 9400 лет назад, с разрушенной южной стенкой, заполненная водой (бухта Кратерная). В центре бухты находятся два небольших купола из андезитовой лавы. Два других более старых купола соединены отмелью с юго-восточной стенкой кальдеры.
В начале XXI века фиксируется сильная фумарольная и термальная активность.